# 佐藤硯湖
佐藤 硯湖(さとう けんこ、1831年8月17日（天保2年7月10日） - 1890年（明治23年）6月20日）は、幕末の福井藩士で、明治維新後は宮内省に官僚として勤めた。称は鍋九郎、實吉、内記、実吉、誠。字は思誠。号は硯湖、尚古齊、彫虫居。
漢詩、篆刻に通暁し、中国金石学に倣って日本の金石学を確立すべく、多くの文献、金石、拓本を蒐集、書写した。

## 生涯
以下は松平文庫資料に基づく。

### 福井藩士時代
天保2年（1831年）7月10日、福井藩の下級武士（切米15石3人扶持）である佐藤幸右衛門（後に恒右衛門と改名）の子として生まれる。幼少期より学を好み、福井藩の儒学者高野真齊から漢学を習う。橘曙覧、井上文雄から漢詩、和歌を習う。
安政4年（1857年）11月9日、26歳の時、藩校明道館幹事局手伝いに任命される。1858年（安政5年）7月29日、刻量の研究を命ぜられ、篆刻研究に入る。
元治元年（1864年）6月、僧籍から還俗した山階宮晃親王の付け人取り次ぎ方を命ぜられ京都に派遣され、慶応2年（1866年）11月まで務める。
慶応3年（1867年）8月、福井に帰郷。10月17日松平春嶽の祐筆を命ぜられる。大政奉還後の1868年（慶応4年）1月、山階宮の付き人に再び命ぜられる。宮の計らいで内記に改名する。京都滞在中、羽倉可亭に篆刻を学ぶ。同年8月福井に帰郷。10月27日東京赴任を命じられる。

### 東京時代
明治2年（1869年）11月25日、太政官書記に任命された。同時に市谷仲の町に居を構える。明治4年（1871年）2月、誠と改名。11月14日権大主記に任命される。
1876年（明治9年）、明治天皇の東北巡行に同行。1879年（明治12年）、宮内省文学御用掛に任命される。東京時代には大沼枕山、広瀬青邨の私塾に通い交流を深めた。
1886年（明治19年）、宮内省を退職。引き続き嘱託として殉難書類取り調べを任される。
1890年（明治23年）6月2日、病没。墓は東京四谷の東長寺にある。

## 人物
若い頃から多くの書籍を購入した。それに関して本人は後年「若いころから貯えてきた書物を売ろうとしたところ、買値の十分の一を提示された。（省略）時代の変化を悟らされた」と述べている。反町茂雄の『紙魚の昔語り』には硯湖について「本好きで弁当を持って神保町の本屋を廻って歩いたという方です。また本もよく買われましたが、僅か一部分が必要のものは、主人に話して、書き抜きしたそうです」とある。
国立国会図書館の月報において、「国会図書館の蔵書の50点以上に硯湖の蔵書印を確認しており、（省略）旧蔵書の大半は明治30年に購入されたものである」と紹介がある。

## 著作
篆刻は、多くの蔵書印が国会図書館に残されている。早稲田大学に残る書簡の中には、篆刻印を作成頂き感謝云々の礼状が多く見られる。
- 『彫虫居写本』全160冊 ：学習院大学図書館蔵
- 『金石文叢稿本』全45冊：国立国会図書館古典籍室蔵
- 『聖賢歯譜草木』：国立国会図書館古典籍室蔵
- 『硯湖詩草』上下：東北大学附属図書館狩野文庫蔵
  - 『陪輦集』（明治9年天皇東北巡行詩文日記）:硯湖詩草下巻内に収録
- 『印法抄書』編　早稲田大学古典籍総合データベース
- 『志濃夫の露』（橘曙覧20年祭歌会）編　国立国会図書館蔵
- 『硯湖祕笈』（硯湖篆刻）　九州大学附属図書館九大コレクションデジタル画像
- 『日本金石集』：旧東京図書館蔵（2017年時点不明）
- 『金石拓本雑巻』：旧東京帝国大学図書館蔵（2017年時点不明）